# 祠祀長
祠祀長（ししちょう）は、古代中国の後漢の時代にあった官職である。諸侯王の王国で祭祀を掌った。

## 解説
漢帝国から封地を与えられた王（諸侯王）には、王国を治めるため臣下が仕えた。彼らは前漢のはじめには（丞相を除き）王が任命したが、後にはみな漢が任命するようになった。後漢の祠祀長もそうした臣下の一人である。
『続漢書』「百官志」によれば、祠祀長は王国の祭祀をとりしきった。秩石は比400石。中央では太常の下に太祝令、太宰令、祠祀令など複数の官職があって仕事を分担したが、王国では令より一段地位が低い長が担当した。王より下の列侯の国には置かれなかった。
なお、前漢時代の諸侯王の制度については『漢書』「百官公卿表」が記すが、「百官志」ほど詳しくない。前漢の王国にも諸官の長があり、その中に祭祀を掌る官もあったはずだが、それを祠祀長と呼んだか、複数で分担したかなど、不明である。